# HAT-P-13c
HAT-P-13c é um objeto substelar orbitando a estrela HAT-P-13, localizada a 698 anos-luz de distância da Terra, na constelação de Ursa Maior. Uma pesquisa de trânsitos foi negativa, no entanto, apenas 72% das possíveis configurações de trânsito puderam ser descartadas. Com uma massa de pelo menos 15.2 vezes a de Júpiter, ele pode ser um enorme planeta ou uma pequena anã marrom. O efeito gravitacional desse objeto no interior do trânsito de planeta HAT-P-13b pode permitir a determinação precisa da estrutura interna do interior do planeta.